# Trioxys ovalis
Trioxys ovalis är en stekelart som först beskrevs av Léon Abel Provancher 1886.  Trioxys ovalis ingår i släktet Trioxys och familjen bracksteklar. Inga underarter finns listade i Catalogue of Life.